# Internationales Katholisches Kinderbüro
Das Internationale Katholische Kinderbüro (englisch: International Catholic Child Bureau; französisch: Bureau International Catholique de l’Enfance; Abkürzung: BICE) ist eine Vereinigung von Gläubigen in der römisch-katholischen Kirche. Die Nichtregierungsorganisation wurde vom Heiligen Stuhl anerkannt und ist in mehreren Weltorganisationen vertreten. Weltweit gehören ihr 174 Mitgliedsorganisationen an, die sich auf 35 Länder verteilen. Sie setzt sich für die Rechte der Kinder und ihr ganzheitliches Wachstum ein.

## Geschichte
Der Verein wurde 1948 in Paris gegründet. Seine aktive Mitarbeit in internationalen Organisationen verschaffte dem Büro weltweite Anerkennung, 1989 formulierte das Büro einen entscheidenden Beitrag zur UN-Kinderrechtskonvention. Das BICE ist Mitglied in der UNESCO, UNODC, im Europarat, in der EU-LAC und dem Internationalen Netzwerk für die Rechte der Kinder.

## Selbstverständnis und Aktionen
Die Arbeitsgrundlage liegt im christlichen Menschenbild, der Kultur, der Gemeinschaft und der Religion. Die Arbeit konzentriert sich auf arme und behinderte Kinder, Straßenkindern, drogenabhängigen Kindern, Kriegsopfern, Prostituierten und vergewaltigten Kindern. Vorzugsweise zielen die Aktionen auf die psychischen und geistigen Bedürfnisse des Kindes. 2014 sammelte das BICE beispielsweise mehr als 10.000 Unterschriften gegen „Belästigungen im Internet“. Für ihre Aktionen und Projekte leitet das BICE die Vorbereitungen, entwirft Pilotprojekte und unterstützt langfristige Forschungsprogramme.

## Organisation und Ausweitung
Weltweit gehören 174 Organisationen aus 35 Ländern dem BICE an. Die Generalversammlung, als das höchste Organ, versammelt sich jährlich und wählt einen Verwaltungsrat. Dieses 15-köpfige Gremium legt die Richtlinien fest, definiert Aktionsprogramme und Projekte und kontrolliert die Grundvorhaben der Generalversammlung. Das gewählte Exekutivkomitee besteht aus dem Präsidenten und seinem Stellvertreter, dem Schatzmeister und dem Kirchlichen Assistenten. Die Regionen Afrika, Lateinamerika, Asien und Europa sind durch eine Delegation vertreten. Der Hauptsitz des BICE ist in Paris, in Genf wird an der UNESCO ein Verbindungsbüro betrieben.